# Тридакна
Тридакна (Tridacna) — рід двостулкових молюсків родини серцевидкових (Cardiidae). Поширені переважно у тропіках. Найбільші види мають довжину до 2 метрів і масу до 250 кілограмів.

## Систематика
Рід містить такі підроди і види:
- incertae sedis
  - Tridacna lorenzi Monsecour, 2016
  - Tridacna noae(інші мови) (Röding, 1798)
- Підрід Tridacna (Tridacna)
  - Tridacna derasa(інші мови) (Röding, 1798)
  - Tridacna gigas (Linnaeus, 1758)
  - Tridacna mbalavuana Ladd, 1934(= Tridacna tevoroa Lucas, Ledua & Braley, 1990)
- Підрід Tridacna (Chametrachea)
  - Tridacna squamosina(інші мови) Sturany, 1899 (= Tridacna costata(інші мови)  Roa-Quiaoit, Kochzius, Jantzen, Al-Zibdah & Richter 2008)
  - Tridacna crocea(інші мови) Lamarck, 1819
  - Tridacna maxima Röding, 1798(=Tridacna elongata)
  - Tridacna rosewateri(інші мови) Sirenho & Scarlato, 1991
  - Tridacna squamosa Lamarck, 1819

Поширена в Тихому океані гігантська тридакна (Tridacna gigas) має раковину, довжина якої іноді досягає двох метрів. Вага досягає 400 кілограмів.
У тканинах мешкають зооксантелли, які живуть за рахунок фотосинтезу і годують молюска. Молюск перетравлює і частину самих водоростей прямо в тканинах (кишечник недорозвинений). Краї мантії постійно виступають між стулок раковини і забезпечені оптичною системою — невеликими світлозаломлювальними конусами, зануреними вузьким кінцем глибоко в тіло молюска, складеними з прозорих клітин, які проводять світло в глибини тканин для водоростей-симбіонтів.

## Тридакна і людина
Раковини використовуються як будівельний матеріал та для виробів. Жителі деяких островів Океанії виготовляли з них монети.
Повсюдний лов тридакн вже призвів до скорочення популяції, залишається сподіватися на те, що вони врятуються в глибинах — цей молюск може спокійно перебувати на глибині до 100 метрів. Ще можуть врятувати тридакн акваріумісти: молюски ефектно виглядають у штучних водоймах.
У старовину пірнальники боялися тридакн: вірили, що вона може розчавити людину своїми «щелепами» або втопити їх, схопивши за ногу або руку. Насправді замикальні м'язи тридакни досить слабкі, а самого молюска нескладно відірвати від дна.[джерело?] У тридакнах знаходять найбільші перлини (Перлина Лао-цзи), і для збільшення вартості для кожної з них придумали легенду про безіменного пірнальника, затиснутому рукою або ногою стулками черепашки і так загиблого. Звідси пішла інша назва молюска — «пастка смерті».